# Ephalaenia variaria
Ephalaenia variaria là một loài bướm đêm trong họ Geometridae.